# Jakub Jarosz
Jakub Jarosz est un joueur polonais de volley-ball né le 10 février 1987 à Nysa (voïvodie d'Opole). Il mesure 1,97 m et joue attaquant. Il totalise 136 sélections en équipe de Pologne.

## Biographie
Il a reçu la Croix de Chevalier de l'Ordre Polonia Restituta, décernée par le président Lech Kaczyński mais remise par Donald Tusk.

## Clubs
| Club                   | De        | À         |
| ---------------------- | --------- | --------- |
| ZAKSA Kędzierzyn-Koźle | 2006-2007 | 2007-2008 |
| Skra Bełchatów         | 2008-2009 | 2008-2009 |
| ZAKSA Kędzierzyn-Koźle | 2009-2010 | 2010-2011 |
| Top Volley Latina      | 2011-2012 | 2012-2013 |
| Trefl Gdańsk           | 2013-2014 | …         |

## Palmarès

### Club
- Ligue mondiale (1)
  - Vainqueur : 2012
- Coupe du monde
  - Finaliste : 2011
- Championnat d'Europe (1)
  - Vainqueur : 2009
- Championnat d'Europe des moins de 19 ans (1)
  - Vainqueur : 2005
- Coupe de la CEV
  - Finaliste : 2011, 2013
- Championnat de Pologne
  - Finaliste : 2011
- Coupe de Pologne (1)
  - Vainqueur : 2009

### Distinctions individuelles
- Meilleur joueur du Championnat d'Europe des moins de 19 ans 2005